# ستانلي جونسون (سياسي)
ستانلي جونسون (بالإنجليزية: Stanley Johnson)‏ هو سياسي بريطاني، ولد في 18 أغسطس 1940 في المملكة المتحدة. حزبياً، نشط في حزب المحافظين. في انتخابات البرلمان الأوروبي 1979، انتخب عضو في البرلمان الأوروبي عن دائرة Wight and Hampshire East (European Parliament constituency) ‏ لترشحه ضمن قائمة حزب المحافظين، وقد انضم خلال فترته النيابية (17 يوليو 1979 – 23 يوليو 1984) للكتلة البرلمانية الديمقراطيون الأوروبيون ‏.

## ولادته وأصوله
ولد ستانلي جونسون في عام 1940 في بينزانس، كورنوال، والده هو عثمان كمال (الذي غير اسمه فيما بعد لويلفريد جونسون) وإيرين ويليامز (ابنة ستانلي فريد ويليامز من بروملي، كنت، وماري لويس دي فايفيل). جده - والد أبيه - هو علي كمال بك، أحد آخر وزراء الداخلية في حكومة الإمبراطورية العثمانية، والذي اغتيل في عام 1922 أثناء حرب الاستقلال التركية. ولد والد ستانلي في عام 1909 في بورنموث، في هامبشاير، وتم تسجيل اسمه عند الولادة: عثمان علي ويلفريد كمال. توفيت والدته وينفريد باران بعد فترة قصيرة من ولادته. وعاد أبوه (علي كمال) إلى تركيا في عام 1912، وتم الاعتناء وتربية أولاده (عثمان ويلفريد وشقيقته سلمى) من قبل جدتهما الإنجليزية، مارغريت باران. قام عثمان علي ويلفريد كمال باستعارة اسم عائلة جدته مارغريت قبل زواجها (جونسون)، وبالتالي أصبح عثمان، والد ستانلي، يعرف نفسه باسم ويلفريد جونسون. 

## حياته الشخصية
تزوج جونسون من الرسامة شارلوت فوسيت في مرليبون في عام 1963، وأنجب منها أربعة: بوريس جونسون، زعيم حزب المحافظين ورئيس وزراء المملكة المتحدة، والنائب المحافظ عن أوكسبريدج وساوث روزليب، وزير الخارجية السابق ورئيس بلدية لندن سابقا. رايتشل، صحفية ورئيسة تحرير سابقا؛ جو، عضو البرلمان المحافظ عن أوربينجتون، وزير الدولة السابق للجامعات والرئيس السابق لشركة ليكس في الفاينانشال تايمز؛ وليو، صانع أفلام ورجل أعمال. تطلق جونسون وفوسيت في عام 1979. وتزوج ستانلي من جنيفر كيد في وستمنستر عام 1981 وأنجبت له طفلين، جوليا وماكسيميليان.